# Боаје (Лоара)
Боаје (фр. Boyer) насеље је и општина у источној Француској у региону Рона-Алпи, у департману Лоара која припада префектури Роан.
По подацима из 2011. године у општини је живело 221 становника, а густина насељености је износила 42,66 становника/km². Општина се простире на површини од 5,18 km². Налази се на средњој надморској висини од 340 метара (максималној 449 m, а минималној 318 m).

## Демографија
| 1962. | 1968. | 1975. | 1982. | 1990. | 1999. | 2011. |
| ----- | ----- | ----- | ----- | ----- | ----- | ----- |
| 123   | 140   | 126   | 134   | 126   | 158   | 221   |

График промене броја становника у току последњих година